# Yut-Uk'Um
Yut-Uk'Um är en ort i Mexiko.   Den ligger i kommunen Chenalhó och delstaten Chiapas, i den sydöstra delen av landet, 700 km öster om huvudstaden Mexico City. Yut-Uk'Um ligger 1 478 meter över havet och antalet invånare är 173.
Terrängen runt Yut-Uk'Um är kuperad åt sydost, men åt nordväst är den bergig. Runt Yut-Uk'Um är det ganska tätbefolkat, med 134 invånare per kvadratkilometer. Närmaste större samhälle är Pantelhó, 14,2 km nordost om Yut-Uk'Um. Omgivningarna runt Yut-Uk'Um är en mosaik av jordbruksmark och naturlig växtlighet.